# Edel Mary Quinn

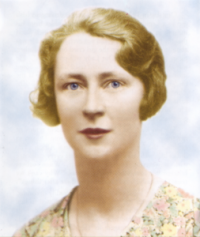
Edel Quinn

Edel Mary Quinn (* 14. September 1907 in Greenane bei Kanturk, County Cork; † 14. Mai 1944 in Nairobi) war ein irisches Mitglied der Legion Mariens und Gründerin zahlreicher Präsidien der Legion in Afrika.

## Leben
Ihre Eltern waren Charles Quinn und Luise Burke Brown. Sie sollte ursprünglich den Vornamen Adele erhalten, durch einen Hörfehler wurde daraus Edel. Edel wollte ursprünglich einer Ordensgemeinschaft beitreten, doch ihre schwache Gesundheit verhinderte dies. Mit 20 Jahren trat sie der Legion Mariens bei und arbeitete in den Elendsvierteln von Dublin. 1936 ging sie als Gesandte der Legion nach Ost- und Zentralafrika, wo sie im heutigen Tansania, Kenia, Uganda, Malawi und Mauritius hunderte Legionspräsidien gründete. Sie starb in Nairobi an Tuberkulose und wurde auf dem dortigen Friedhof der Missionare begraben.
Ihr Seligsprechungsprozess wurde 1956 eingeleitet. Papst Johannes Paul II. hat am 15. Dezember 1994 offiziell ihren „heroischen Tugendgrad“ anerkannt, was eine Vorstufe für die Seligsprechung eines Nicht-Märtyrers ist.